# Orthostichopsis praetermissa
Orthostichopsis praetermissa là một loài Rêu trong họ Pterobryaceae. Loài này được W.R. Buck miêu tả khoa học đầu tiên năm 1991.